# Ben-Jason Dixon
Pour les articles homonymes, voir Dixon.
Pas d'image ? Cliquez ici

a Compétitions nationales et continentales officielles uniquement.

b Matchs officiels uniquement.
Dernière mise à jour le 1 septembre 2024.
Ben-Jason Dixon, né le 29 avril 1998 au Cap (Afrique du Sud), est un joueur international sud-africain de rugby à XV évoluant principalement aux postes de troisième ligne aile ou de deuxième ligne. Il évolue avec la franchise des Stormers en United Rugby Championship, et la Western Province en Currie Cup.

## Carrière

### En club
Ben-Jason Dixon naît et grandit au Cap, et il est scolarisé au lycée Paul Roos Gymnasium. Il pratique le rugby à XV avec l'équipe de l'établissement, côtoyant le futur international sud-africain Damian Willemse.
Après avoir terminé sa scolarité, il rejoint l'Academy (centre de formation) de la Western Province. Avec sa nouvelle équipe, il joue avec les équipes des moins de 19 ans en 2017, et reçoit le titre de «meilleur avant» de son équipe cette même année,. Il joue par la suite avec l'équipe des moins de 21 ans, dont il est le capitaine en 2019.
Parallèlement à sa formation rugbystique, il suit des études en génie industriel à l'université de Stellenbosch, et en sort diplômé en 2021,. Il représente également l'équipe de son université, les Maties, en Varsity Cup (en) (championnat universitaire sud-africain).
Il joue son premier match professionnel avec la Western Province en mai 2019 en Rugby Challenge. Il joue huit matchs lors de cette première saison.
L'année suivante, il est retenu au sein de l'effectif des Stormers pour disputer la saison 2020 de Super Rugby. Il ne dispute cependant aucun match lors de cette saison vite écourtée par la pandémie de Covid-19. Toujours présent dans l'effectif pour le Super Rugby Unlocked (en) au mois d'octobre suivant, il fait finalement ses débuts avec les Stormers le 31 octobre 2020 face aux Bulls,. Il joue trois matchs lors de cette compétition, tous comme remplaçant. En 2021, il ne dispute qu'une seule rencontre de Pro14 Rainbow Cup avec les Stormers.
En 2021-2022, Dixon dispute avec les Stormers leur première saison de United Rugby Championship. Il dispute cinq matchs (tous comme remplaçant), et ne participe pas aux phases finales qui voient son équipe remporter le championnat,.
La saison suivante, il commence la compétition comme remplaçant avant de connaître ses premières titularisations plus tard dans la saison, en étant surtout utilisé en deuxième ligne,. Il dispute comme remplaçant la finale perdue face au Munster.
La saison 2023-2024 est finalement la saison de la révélation pour lui, alors qu'il s'impose à son poste de prédilection de troisième ligne aile, et qu'il se fait remarquer principalement pour son abattage défensif,. Lors de cette saison, il passe également la barre des cinquante matchs joués avec cette équipe.

### En équipe nationale
Ben-Jason Dixon joue avec l'équipe d'Afrique du Sud des moins de 20 ans dans le cadre du championnat du monde junior 2018. Il dispute cinq matchs lors de la compétition, dont deux titularisations, et voit son équipe terminer à la troisième place,.
En juin 2024, il est sélectionné pour la première fois avec les Springboks par le sélectionneur Rassie Erasmus pour préparer une série de test-matchs,. Il obtient sa première sélection le 22 juin 2024 contre le pays de Galles à Twickenham,.

## Palmarès
- Vainqueur de l'United Rugby Championship en 2022 avec les Stormers.
- Finaliste de l'United Rugby Championship en 2023 avec les Stormers.